# Front de l'unité démocratique populaire de Benishangul-Gumuz
Le Front unité démocratique du peuple de Benishangul-Gumuz (Amharique : የቤንሻንጉልና ጉሙዝ ሕዝቦች ዴሞክራሲዊ አንድነት) est un parti politique éthiopien.
Lors des élections législatives du 15 mai 2005, le parti a remporté 8 sièges à la Chambre des représentants des peuples dans la région Benishangul-Gumaz.
En août 2005, le parti a obtenu 85 sièges sur 99 aux élections régionales dans la région Benishangul-Gumaz.